# فرودگاه تانتاتالیاک
فرودگاه تانتاتالیاک (به انگلیسی: Tuntutuliak Airport)  یک فرودگاه همگانی  با کد یاتا WTL است که یک باند فرود شن دارد و طول باند آن ۹۲۲ متر است. این فرودگاه در  کشور ایالات متحده آمریکا قرار دارد و در ارتفاع ۵ متری از سطح دریا واقع شده است.